# Municipio de Langor
El municipio de Langor (en inglés: Langor Township) es un municipio ubicado en el condado de Beltrami en el estado estadounidense de Minnesota. En el año 2010 tenía una población de 213 habitantes y una densidad poblacional de 2,27 personas por km².

## Geografía
El municipio de Langor se encuentra ubicado en las coordenadas 47°47′25″N 94°38′34″O / 47.79028, -94.64278. Según la Oficina del Censo de los Estados Unidos, el municipio tiene una superficie total de 93.77 km², de la cual 93,4 km² corresponden a tierra firme y (0,39 %) 0,37 km² es agua.

## Demografía
Según el censo de 2010, había 213 personas residiendo en el municipio de Langor. La densidad de población era de 2,27 hab./km². De los 213 habitantes, el municipio de Langor estaba compuesto por el 98,59 % blancos y el 1,41 % eran de una mezcla de razas. Del total de la población el 0 % eran hispanos o latinos de cualquier raza.